# First Meeting (Colin-Webster-Album)
First Meeting ist das Debütalbum des Colin Webster Large Ensemble. Die am 21. August 2022 im Cafe Oto, London, entstandenen Aufnahmen erschienen am 5. Juni 2023 auf Raw Tonk Records.

## Hintergrund
Seit den 2010er-Jahren arbeitete der britische Saxophonist Colin Webster mit einer Vielzahl musikalischer Kollaborateure wie Mark Holub, Dirk Serries und Tom Ward; bei First Meeting, dem Debüt seines achtköpfigen Large Ensemble, spielte er mit den Saxophonistinnen Cath Roberts am Bariton und Rachel Musson am Tenor, während der Bandleader Altsaxophon spielt. Hinzu kam die Trompeterin Charlotte Keeffe; Graham Dunning ist für die Elektronik zuständig, und die Rhythmusgruppe besteht aus dem Gitarristen Dirk Serries, dem Bassisten John Edwards und dem Schlagzeuger Andrew Lisle.
Das Album First Meeting wurde am Nachmittag des 21. August 2022 im Londoner Café Oto live aufgenommen und besteht aus zwei ununterbrochenen Improvisationen. Bei der Veröffentlichung wurden keine beschreibenden Titel verwendet, es handelt sich lediglich um „Set eins“ und „Set zwei“.

## Titelliste
- Colin Webster Large Ensemble:First Meeting (Raw Tonk Records RT066)[1]

1. Set One 30:25
2. Set Two 36:30

Die Kompositionen stammen von Colin Webster.

## Rezeption
First Meeting stehe für fesselndes, belebendes, aber manchmal auch herausforderndes Zuhören, schrieb Ian Mann in JazzMann. Die Musik sei freie Improvisation in ihrer kompromisslosesten Form und wird daher nur einer begrenzten Hörerschaft gefallen. Es sei typisch für das Genre, dass man an diesem Augustnachmittag wirklich im Café Oto sein musste, um es wirklich zu würdigen. Trotz dieser Vorbehalte ist es immer noch gut, dass die Musik für diejenigen verfügbar sei, die nicht das Glück hatten, im Café Oto dabei zu sein, um sie zu hören. Der Saxophonist Colin Webster sei eine treibende Kraft in der Free-Jazz- und Improvisationsszene, sowohl in Großbritannien als auch international, und man müsse ihm zu seinen Bemühungen gratulieren.
Wie andere Bands und Ad-hoc-Projekte von Webster betone das Large Ensemble sein Interesse an der Arbeit mit extremen, kompromisslosen Klangpaletten – von minimalistisch und spärlich und manchmal sogar lyrisch und überraschend intim bis hin zu maximalistisch, ekstatisch und explosiv, die ständig Grenzen verschieben und ausgestattet mit einem messerscharfen, punkigen Geist,
schrieb Eyal Hareuveni (Salt Peanuts). Es sei klar, warum Webster diese Musiker für das neue Große Ensemble ausgewählt habe, denn die freie Musik fließe natürlich mit ihrer eigenen ruhelosen Logik und bewege sich von einem stürmischen Höhepunkt zum nächsten. In den beiden ausgedehnten freien Improvisationen verstärken alle mit ihren starken Einzelstimmen die kraftvolle, stürmische Dynamik, vertiefen das demokratische Zusammenspiel und scheuen sich nicht, Risiken einzugehen oder mit herausfordernden Klangfarben zu experimentieren.